# 田民
田民（1927年1月—2016年2月18日），男，汉族，直隶（今河北）卢龙人，中华人民共和国政治人物，曾任中共柳州市委书记，广西壮族自治区人大常委会副主任。